# Tropska in subtropska travišča, savana in makija
Tropska in subtropska travišča, savane in makija so kopenski biom, kot ga opredeljuje Svetovni sklad za naravo (World Wide Fund for Nature). V biomu prevladujejo trava in/ali grmičevje, in je v polsušnih do pol vlažnih podnebnih regijah subtropskih in tropskih zemljepisnih širin.

## Opis
Na travišču prevladujejo trave in druge zelnate rastline. Savana je travnato območje z raztresenimi drevesi. V grmovju prevladujejo lesnate ali zelnate grmovnice.
Velika prostranstva ozemlja v tropih ne prejmejo dovolj padavin, da bi podprla obsežno drevesno odejo. Za tropska in subtropska travišča, savane in grmičevje je značilna količina padavin med 90–150 centimetri na leto. Padavine so lahko zelo sezonske, pri čemer se celoletne padavine včasih pojavijo v nekaj tednih.
Afriške savane se pojavljajo med gozdnimi in travniškimi regijami. Flora vključuje drevesa akacija in baobabe, travo in nizko grmičevje. Drevesa akacije v sušnem obdobju izgubijo liste, da ohranijo vlago, medtem ko baobab shranjuje vodo v svojem deblu za sušno sezono. Veliko teh savan je v Afriki.
Veliki sesalci, ki so se razvili, da bi izkoristili obilno krmo, so značilni za biotsko raznovrstnost, povezano s temi habitati. Ti veliki sesalci so najbolj zastopani v afriških savanah in traviščih. Najbolj nedotaknjene združbe so trenutno v vzhodnoafriških savanah akacije in zambezijskih savanah, ki jih sestavljajo mozaiki miombo, mopane in drugih habitatov. Obsežne migracije rastlinojedih živali iz tropske savane, kot sta črnorepi gnu (Connochaetes taurinus) in stepska zebra (Equus quagga), še naprej upada zaradi spreminjanja habitatov in lova. Zdaj se v veliki meri pojavljajo le v vzhodni Afriki in osrednji regiji Zambezija. Velik del izjemne številčnosti gvinejskih in sahelskih savan je bil odpravljen, čeprav se obsežne migracije ugandskega Koba še vedno dogajajo v savanah v regiji Sudd. Za sudansko podnebje je značilno izmenično vroče in deževno obdobje ter hladno in suho obdobje. Na severni polobli se vroča deževna sezona običajno začne maja in traja do septembra. Padavine se gibljejo od 25 cm do 150 cm in so običajno nezanesljive. Preostali del leta je hladen in suh. Padavine se zmanjšajo, ko gremo proti severu na severni polobli ali proti jugu na južni polobli. Suša je zelo pogosta.

## Pojav
Tropska in subtropska travišča, savane in grmičevje se pojavljajo na vseh celinah, razen na Antarktiki. Razširjeni so v Afriki, najdemo pa jih tudi po vsej južni in jugovzhodni Aziji, severnih delih Južne Amerike in Avstralije ter južnih ZDA.